# Удаляньчи
Удаляньчи (кит. спр. 五大连池市, піньїнь: Wŭdàliánchí Shì) — місто-повіт в східнокитайській провінції Хейлунцзян, складова міста Хейхе.

## Географія
Удаляньчи розташовується на висоті близько 250 метрів над рівнем моря, лежить на річці Уюр.

### Клімат
Місто знаходиться у зоні, котра характеризується вологим континентальним кліматом. Найтепліший місяць — липень із середньою температурою 21,2 °C. Найхолодніший місяць — січень, із середньою температурою -23,1 °С.
| Клімат Удаляньчи        | Клімат Удаляньчи | Клімат Удаляньчи | Клімат Удаляньчи | Клімат Удаляньчи | Клімат Удаляньчи | Клімат Удаляньчи | Клімат Удаляньчи | Клімат Удаляньчи | Клімат Удаляньчи | Клімат Удаляньчи | Клімат Удаляньчи | Клімат Удаляньчи | Клімат Удаляньчи |
| Показник                | Січ.             | Лют.             | Бер.             | Квіт.            | Трав.            | Черв.            | Лип.             | Серп.            | Вер.             | Жовт.            | Лист.            | Груд.            | Рік              |
| Середній максимум, °C   | −17,1            | −10,9            | −1               | 10,9             | 19,5             | 25               | 26,4             | 24,7             | 18,8             | 9,1              | −4,6             | −15              | 7,2              |
| Середня температура, °C | −23,1            | −18,1            | −7,5             | 4,7              | 12,8             | 18,9             | 21,2             | 19,2             | 12,5             | 3                | −10,2            | −20,5            | 1,1              |
| Середній мінімум, °C    | −28,3            | −24,5            | −14              | −1,5             | 5,6              | 12,4             | 16,1             | 14,1             | 6,5              | −2,4             | −15,2            | −25,4            | −4,7             |
| Норма опадів, мм        | 4.1              | 3.5              | 8.3              | 25.2             | 39.2             | 84.3             | 139.4            | 111.4            | 62.9             | 26.1             | 8                | 6.7              | 519.1            |
| Вологість повітря, %    | 75               | 72               | 62               | 55               | 53               | 67               | 79               | 81               | 71               | 64               | 70               | 76               | 68.8             |
| ----------------------- | ---------------- | ---------------- | ---------------- | ---------------- | ---------------- | ---------------- | ---------------- | ---------------- | ---------------- | ---------------- | ---------------- | ---------------- | ---------------- |
| Джерело: data.cma.cn    |                  |                  |                  |                  |                  |                  |                  |                  |                  |                  |                  |                  |                  |